# Tikveš
Tikveš (makedonsko Тиквеш) je pokrajina v osrednji Severni Makedoniji. Največje naselje v tej pokrajini so Kavadarci. Pokrajina je predvsem znana kot največji vinorodni okoliš v jugovzhodni Evropi, kjer se vino prideluje že več kot 120 let. Regija je znana tudi po jogurtu in kislem mleku. V pokrajini Tikveš je tudi največje umetno jezero v Severni Makedoniji in največje na ozemlju bivše Jugoslavije, imenovano Tikveško jezero.

## Pomembno območje za ptice
Jezero je središče 25.500 ha velikega območja, ki obsega obdelovalna zemljišča, gozdove, grmičevje in mokrišča, ki ga je BirdLife International označil za pomembno območje za ptice (IBA), ker podpira populacije kotorne, črne štorklje, tu so še velika uharica, egiptovski jastreb, kačar, planinski orel, južna postovka, penica Curruca cantillans, skalni brglez (Sitta neumayer), kos Oenanthe melanoleuca in črnoglavi strnad.

## Vinska industrija
Velika rodovitna ravnica s približno 2000 kvadratnimi kilometri sestavlja okrožje Tikveš (del regije Povardarje) v osrednji Severni Makedoniji in je s treh strani obdano z gorskim višavjem. Sestavljena je iz položnih valovitih gričev na povprečni nadmorski višini 300 m. Za podnebje so značilna dolga, vroča poletja ter blage in deževne submediteranske zime s povprečno 460 mm padavin vsako leto. Pomlad je tu krajša, jesen pa nekoliko daljša in toplejša.
Nadmorska višina se giblje med 110 in 650 metri. Reka Vardar, glavna reka v državi, reže dolino na zahodni in vzhodni del. Ta dva odseka se zelo razlikujeta po reliefu, podnebju, površinskih vodah, kakovosti tal ter rastlinstvu in živalstvu. Vzhodni del doline je suh in redko poseljen, zahodni del pa je rodoviten in v primerjavi z vzhodnim precej bolj gosto poseljen. To območje je bogato tudi z gozdovi, minerali in pašniki, z vinogradi in sadovnjaki.

### Vinogradniške značilnosti okoliša
- povprečna vsota aktivnih temperatur med vegetacijo 42,84 °C
- absolutna najvišja temperatura 44,8 °C
- absolutna najnižja temperatura −23,2 °C
- povprečna temperatura zraka v vegetacijskem obdobju 19,3 °C
- povprečne pozne spomladanske pozebe se pojavijo do 23. marca, zgodnje jesenske pozebe od 4. novembra
- povprečna količina padavin na leto 483 mm
- povprečna količina padavin v obdobju vegetacije 262 mm
- vsota sončnih ur med vegetacijo 1750,8

### Sorte
Zaradi harmonične podnebne in geografske konvergence je regija Tikveš idealen kraj za gojenje vina (ki je lokalno priljubljeno). Regija prideluje vino že več kot 2500 let.
Danes se v pokrajini Tikveš prideluje pretežno 20 različnih sort grozdja. Domače sorte Smederevka, Vranec in Temjanika predstavljajo 80 % celotne pridelave grozdja. Medtem ko se preference potrošnikov vina po vsem svetu spreminjajo, gre regija v korak s trenutnimi trendi in temu prilagaja svoje sorte vinske trte.